# 587
587 (DLXXXVII na numeração romana) foi um ano comum do século VI, do Calendário Juliano, da Era de Cristo, a sua letra dominical foi E (52 semanas), teve início a uma quarta-feira e terminou também a uma quarta-feira.
| ano completo                        |
| ----------------------------------- |
| Ano comum com início à quarta-feira |

## Mortes
- Yomei, 31º imperador do Japão.